# Пол Фурнел
Пол Фурнѐл (на френски: Paul Fournel) е френски писател.
Роден е на 20 май 1947 година в Сент Етиен. През 1972 година завършва Висшето нормално училище в Сен Клу, след което работи в различни парижки издателства. Включва се в кръга „Улипо“, който оглавява дълги години. Пише романи, стихове, театрални пиеси и детска литература. Ръководител е на Френския алианс в Сан Франсиско (1996 – 2000), а след това е културен аташе в Кайро (2000 – 2003).